# GR-1
El GR-1 es un Sendero de Gran Recorrido cuyo trazado arranca en las ruinas de Ampurias (Gerona, en plena Costa Brava), a orillas del Mediterráneo, y pone rumbo hacia el océano Atlántico. Discurre primero paralela a la ruta pirenaica GR-11, durante unos 600 km, y compite posteriormente por el norte con el Camino de Santiago (GR-65), con el que se cruza en Los Arcos (Navarra), hasta llegar al otro extremo de la península en Finisterre (La Coruña).
Posiblemente se ha denominado sendero histórico por estar jalonado de localidades que durante la Alta Edad Media fueron importantes plazas fronterizas: Marca hispánica en Cataluña y cuna de los reinos de Aragón, Navarra, Castilla y León.
El estilo constructivo que destaca es el estilo románico (Roda de Isábena, Loarre, etc.).
Como sendero de gran recorrido está balizado con señales rojas y blancas.

## Cataluña

### Gerona
Ruinas de Ampurias, Bañolas, El Torn, Castellfullit de la Roca, Oix, San Pablo de Seguríes, San Juan de las Abadesas, Ripoll

### Barcelona
Alpens, Llusá, Santa María de Marlés, Gironella, Aviá, Capolat, San Pedro de Graudescales

### Lérida
San Lorenzo de Morunys, Oden, Montpol, Oliana, Peramola, Gavarra, Benavent de la Conca, Llimiana, San Esteban de la Sarga, Congost de Mont-Rebei i Lo Pont de Montañana.
Más información en la web de la FEDME

## Aragón

### Huesca
Puente de Montañana, Las Badías, Castigaleu, Laguarres, Lascuarre, Pociello, Capella, Graus, Grustán, Pano, Caneto, Trillo, Salinas de Trillo, Troncedo, Formigales, Morillo de Monclús, Tierrantona, Muro de Roda, Humo de Muro, Palo, Pantano de Mediano, Ligüerre de Cinca, Mesón de Ligüerre, Samitier, Arcusa, Las Bellostas, Otín, Bara, Nocito, Lúsera, Belsué, Arguis, Bolea, Aniés, Loarre, Sarsamarcuello, Linás de Marcuello, Riglos, Murillo de Gállego, Agüero y San Felices
Existe una variante por el sur de la Sierra de Guara, entre Ligüerre de Cinca y Arguis, que entra en el parque natural de la Parque natural de la Sierra y los Cañones de Guara:

Mesón de Ligüerre, Abizanda, Naval (donde enlaza con   GR-45 ), Límite del Parque, Colungo (donde enlaza con GR 45), Asque, Alquézar, San Pelegrín, Radiquero, Alberuela de la Liena, Bierge (  GR-45 ), San Román de Morrano, Límite del Parque, Casbas de Huesca, Ibieca, Arbaniés, Sipán, Santa Eulalia la Mayor (límite del Parque), San Julián de Banzo, Barranco Reguero del Águila y Mesón Nuevo de Arguis.

### Zaragoza
Fuencalderas, Biel, Petilla de Aragón, Sos del Rey Católico y Peña.

## Navarra
Torre Añues, Gabarderal, Caseda, Gallipienzo, Ujué, Olite, Allo, Los Arcos, Torralba del Río, Mirafuentes, Genevilla, Cabredo, Marañón Petilla de Aragón

## País Vasco

### Álava

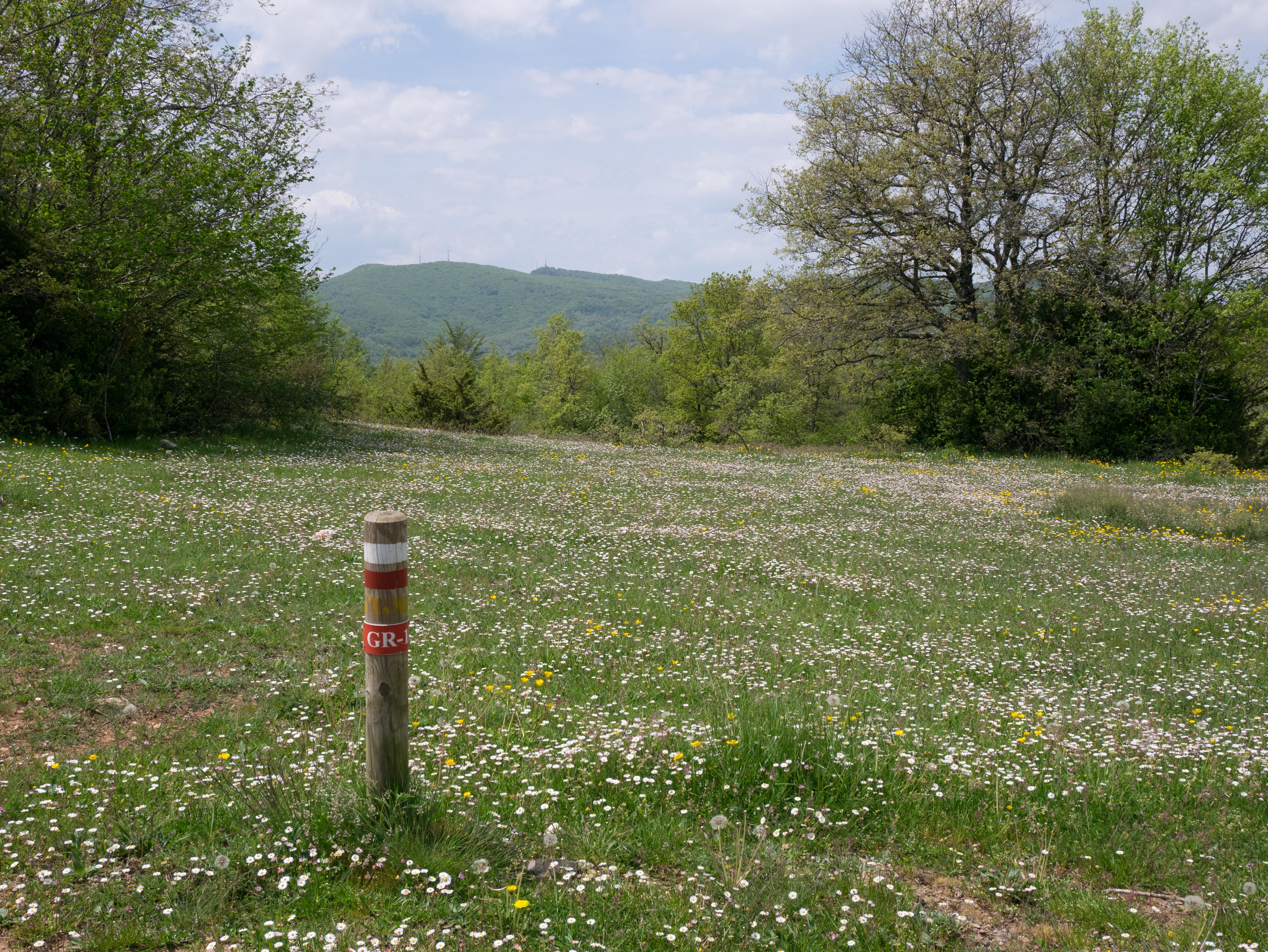
El GR-1 a su paso por Álava

Santa Cruz de Campezo, Antoñana (donde enlaza con   GR-282 ), Bujanda, San Román de Campezo, Bernedo, Lagrán donde enlaza con   GR-38 ), Pipaón, Peñacerrada, Berganzo, Berantevilla, Armiñón, Quintanilla de la Ribera, Salcedo, Fontecha (donde enlaza con   GR-99 ), Salinas de Añana, Espejo (donde enlaza con   GR-282 ), Villanueva de Valdegovía, Tobillas y Bóveda (donde enlaza con   GR-282 ).

## Castilla y León

### Burgos
Valpuesta, San Pantaleón de Losa, Pérex, Gobantes, Villate, Villamor, La Cerca, Salinas de Rosío, Tabliega,  Quintanilla de Pienza, Bárcena de Pienza, Pedrosa de Valdeporres, Gayangos, Torme, Villanueva la Blanca, Salazar, Nela, Brizuela, Puentedey, Quintanilla de los Adrianos, Valdebodres, Dosante, Busnela

## Cantabria
Puerto del Escudo, Corconte, Quintana, Cañeda, Espinilla, el collado de Somahoz, Reinosa (donde enlaza con   GR-99 )

## Castilla y León

### Palencia
Salcedillo (Palencia), Brañosera, Herreruela de Castillería, Estalaya, Vañes, Arbejal, Cervera de Pisuerga, Ruesga, Ventanilla, San Martín de los Herreros, Rebanal de las Llantas, La Lastra, Triollo, Camporredondo de Alba

### León
Collado de Cruz Armada, Valverde de la Sierra, Besande, Puerto de Monteviejo, Prioro, Tejerina, Collada de Mostagerosa, Remolina, Presa de Riaño, Las Salas, Collado del Pando, Salamón, Ciguera, Lois, Collado de Lois, Acebedo, Maraña, Collado de Cagüezo, Riosol, Puerto de Tarna.

## Asturias
Pese a que la FEMPA no ha diseñado la continuación de la GR-1 por el Principado, existe una ruta alternativa que enlaza el Puerto de Tarna con Finisterre (extremo occidental del recorrido) aprovechando algunos ramales de los caminos de Santiago, en concreto:
- ES48a- Camino de las Asturias[2]
  - De Tarna a Rioseco (29,230 km)
  - De Rioseco a Riaño (31,380 km)
  - De Riaño a Oviedo (15,720 km)

Desde Oviedo es posible conectar con ES05a- Camino Primitivo, de Oviedo a Melide (294,29 km), que confluye con el Camino de Santiago francés, para continuar por el Camino de Santiago a Finisterre.

## Galicia

### La Coruña
Finisterre